# Жадка-Воля
Жадка-Воля (пол. Rzadka Wola) — село в Польщі, у гміні Бжешць-Куявський Влоцлавського повіту Куявсько-Поморського воєводства.
Населення — 135 осіб (2011).
У 1975-1998 роках село належало до Влоцлавського воєводства.

## Демографія
Демографічна структура станом на 31 березня 2011 року:
|          | Загалом | Допрацездатний вік | Працездатний вік | Постпрацездатний вік |
| -------- | ------- | ------------------ | ---------------- | -------------------- |
| Чоловіки | 67      | 12                 | 46               | 9                    |
| Жінки    | 68      | 11                 | 37               | 20                   |
| Разом    | 135     | 23                 | 83               | 29                   |